# Kabuto (přilba)

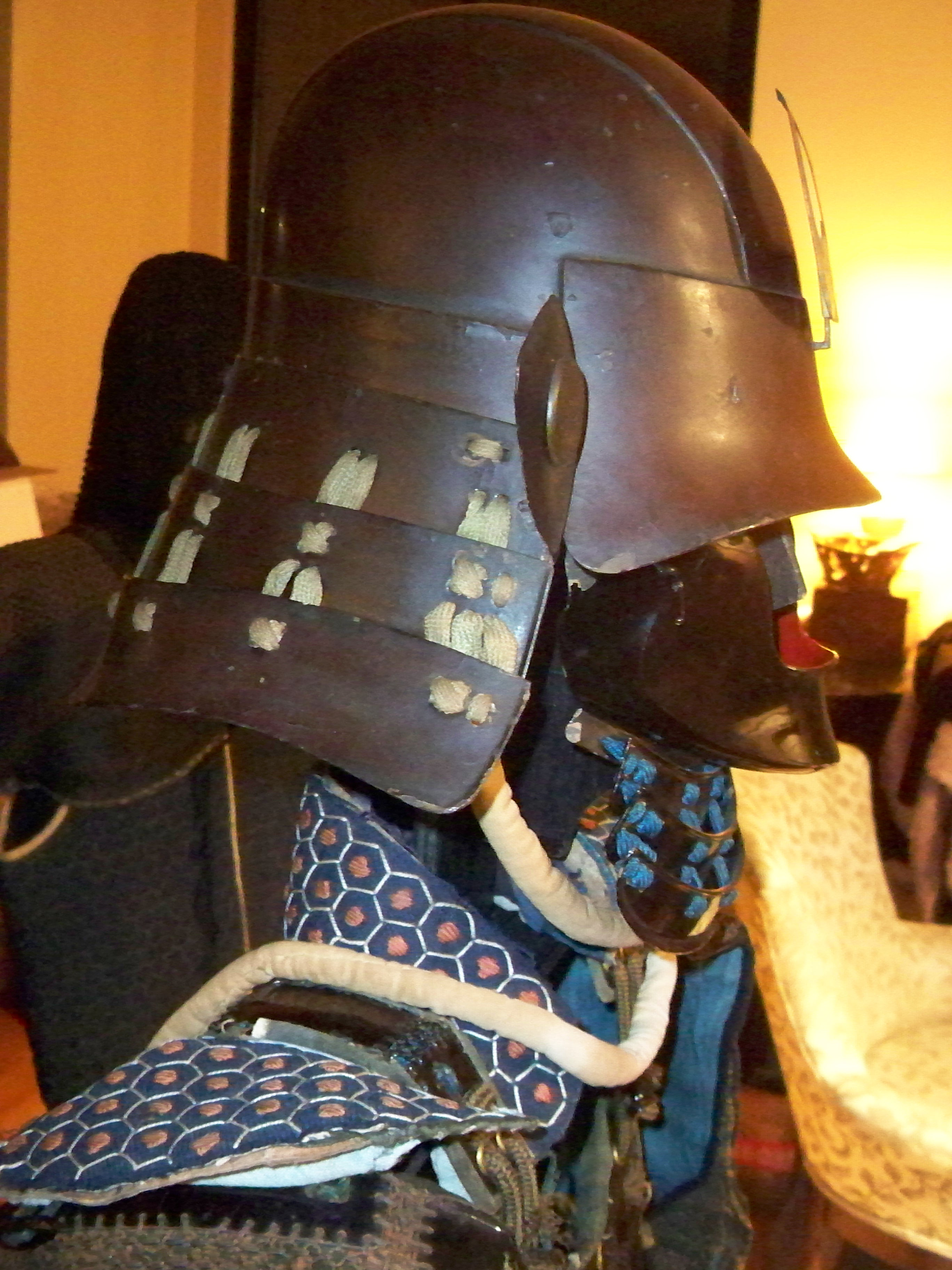
Železný typ kabuta - zunari kabuto - z období Edo.

Kabuto (兜, 冑) je druh přilby používané starodávnými japonskými válečníky. V pozdějším období se staly důležitou součástí tradiční zbroje nošené samuraji a jejich služebníky v dobách feudálního Japonska.

## Historie
Nejstarší přilby byly nalezeny v hrobkách z 5. století, nazývaly se mabizashi-tsuke kabuto (přilba s připojeným hledím). Styl těchto přileb pochází z Číny a Koreje. Měly také výrazný centrální hřeben. 

## Části kabuta
Základní části kabuta zahrnují:
- Hači - kupole vytvořená z překrývajících se protáhlých plátů nazývaných hagi-no-ita
- Tehen - malý otvor na vrcholu hači. Obvykle do něj bylo vkládáno tehen kanamono (okrasný kryt připomínající chryzantému[3] [4]
- Mabizaši - čelní štít nebo hledí v přední části hači
- Ukebari - látková podšívka uvnitř hači
- Cunamoto - bod, pro uchycení tatemono - klenotu či hřebene představující znak klanu[5] Vyskytují se ve čtyřech verzích:
  - maedate - přední umístění klenotu
  - wakidate - postranní umístění
  - kaširadate - umístění na vrcholu hači
  - uširodate - umístění vzadu
- Kasa džiruši no kan - kroužek na zadní straně hači, pomocí kterého se na přilbu upevňovalo kasa džiruši (přilbová vlajka)
- Fukigaješi - křídlovité odstupy po stranách hači
- Šikoro - chránič krku, skládající se z několika překrývajících se plátů. Některé šikoro tvořilo 100 a více těchto plátů [6]
- Šinobi-no-o - bradová šňůra, často sloužící pro připojení mengu (tvářová zbroj)

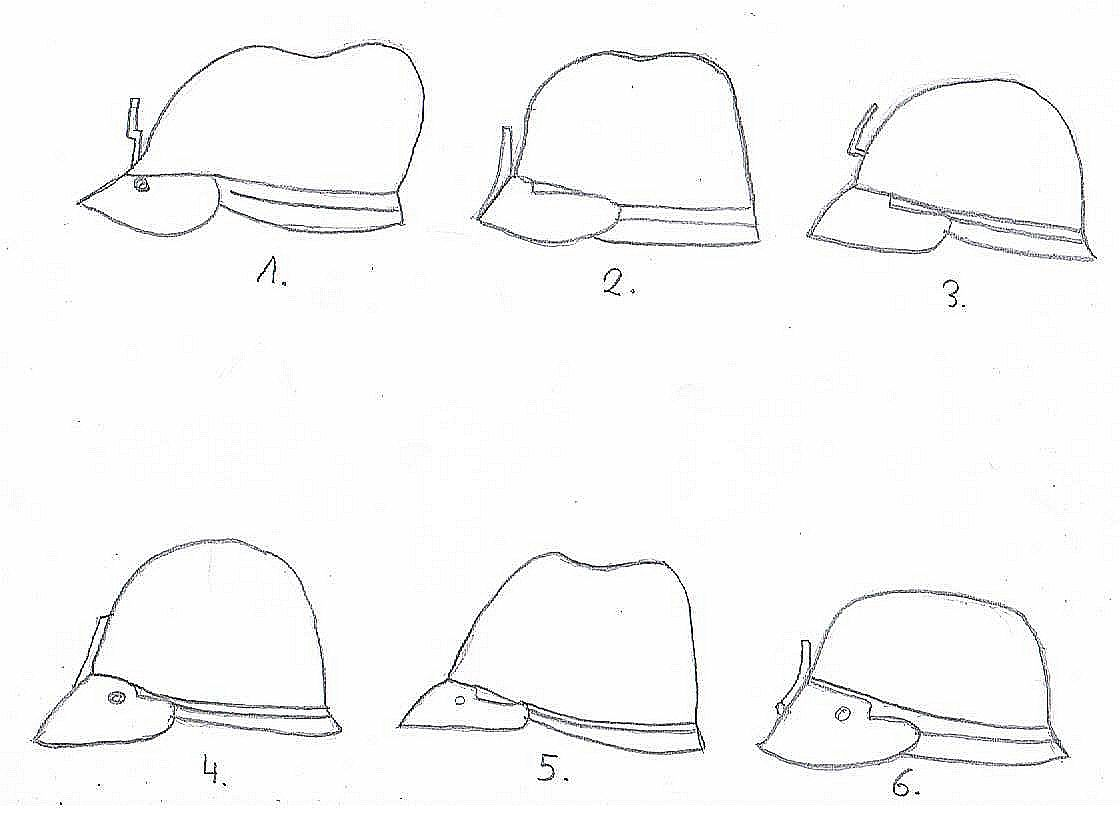
Několik typů hači: 1)Nari Akoda, 2)Gošozan, 3)Heičozan, 4)Koseizan, 5)Tenkokuzan, 6)Zenšozan
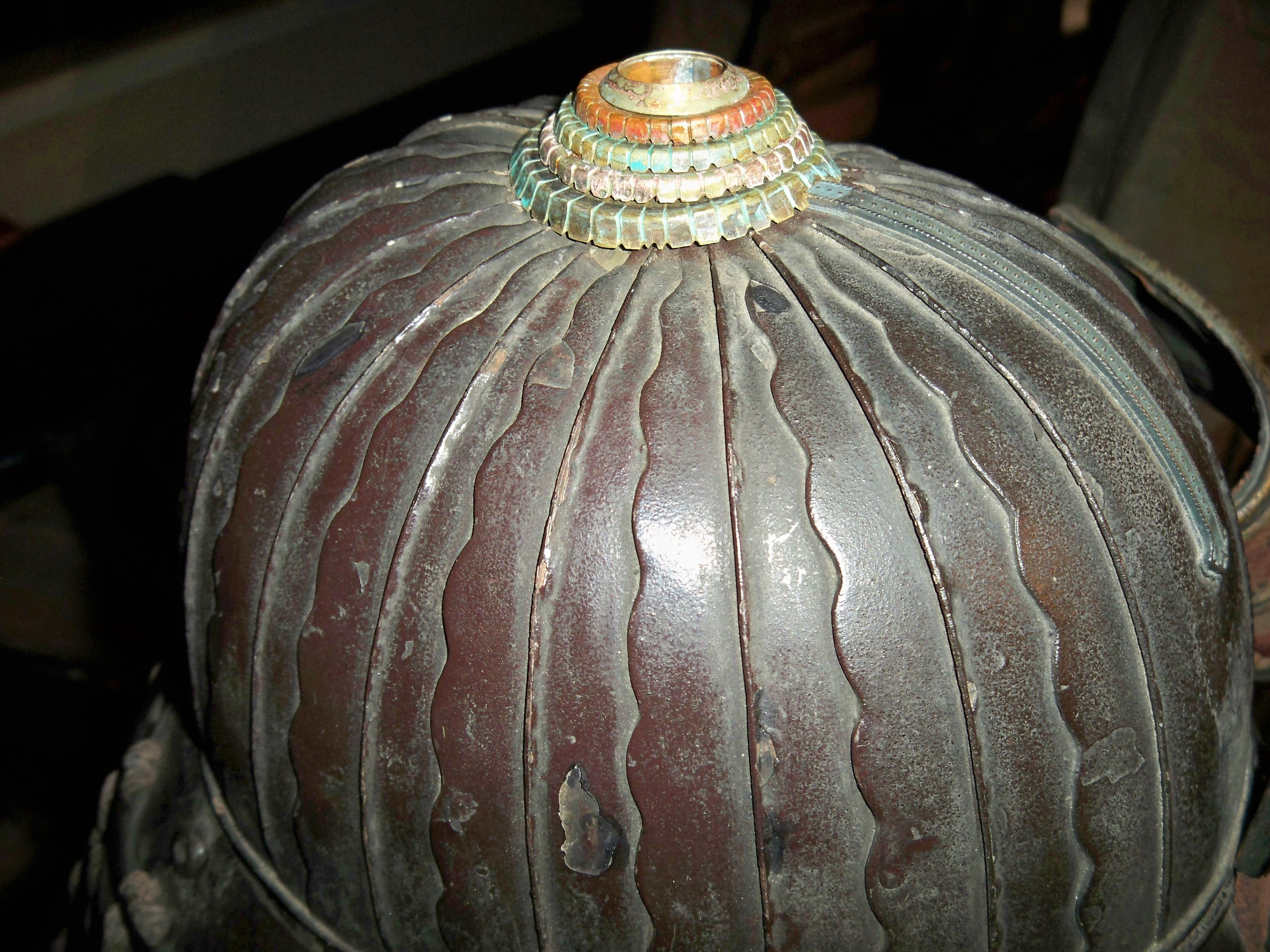
Hači tvoří několik zvlněných plátů hagi-no-ita. Na vrcholku lze vidět barevný tehen kanamono
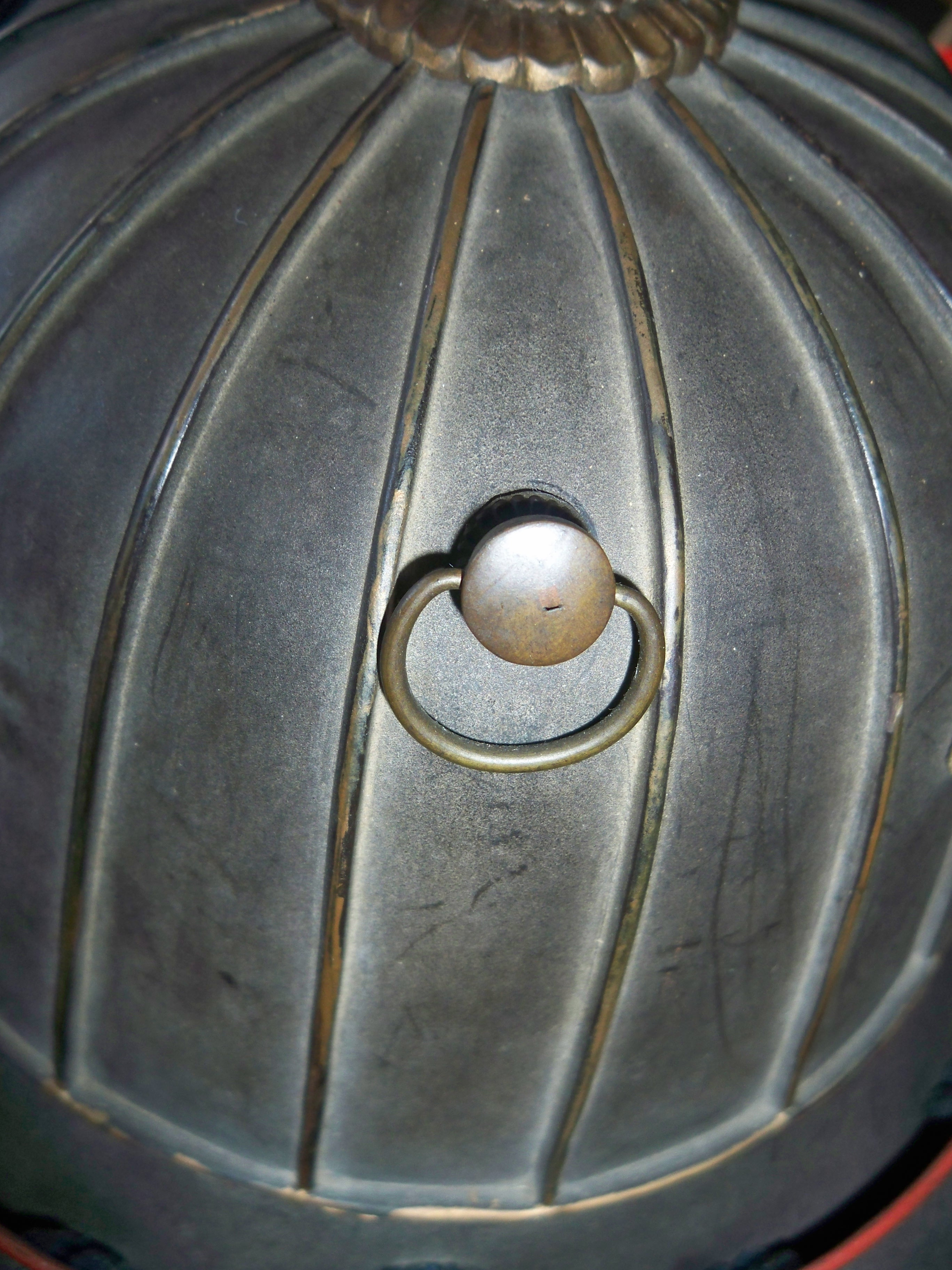
Kasa džiruši no kan, kroužek na připevnění kasa džiruši k hači
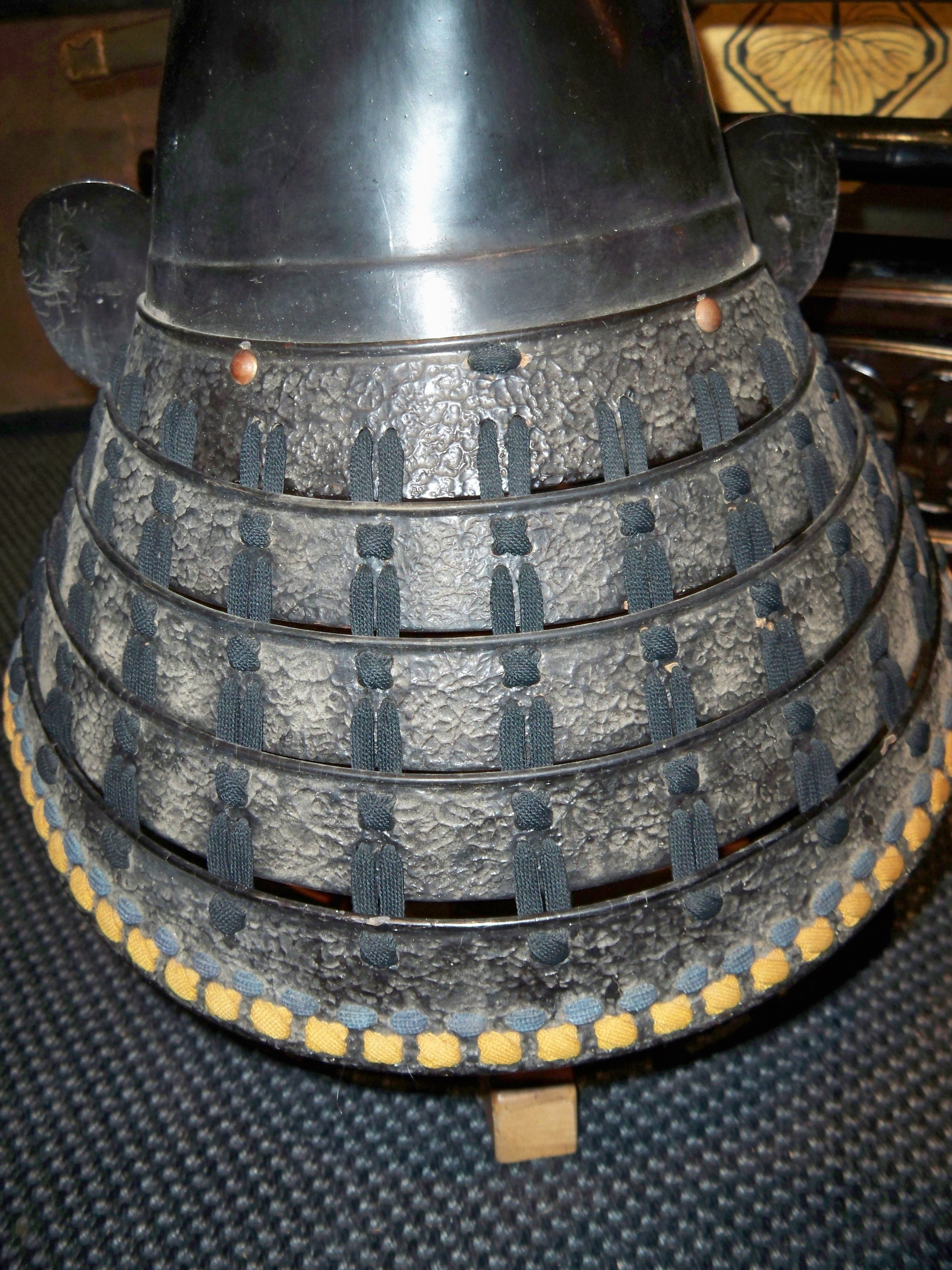
Lakované železné šikoro (chránič krku)
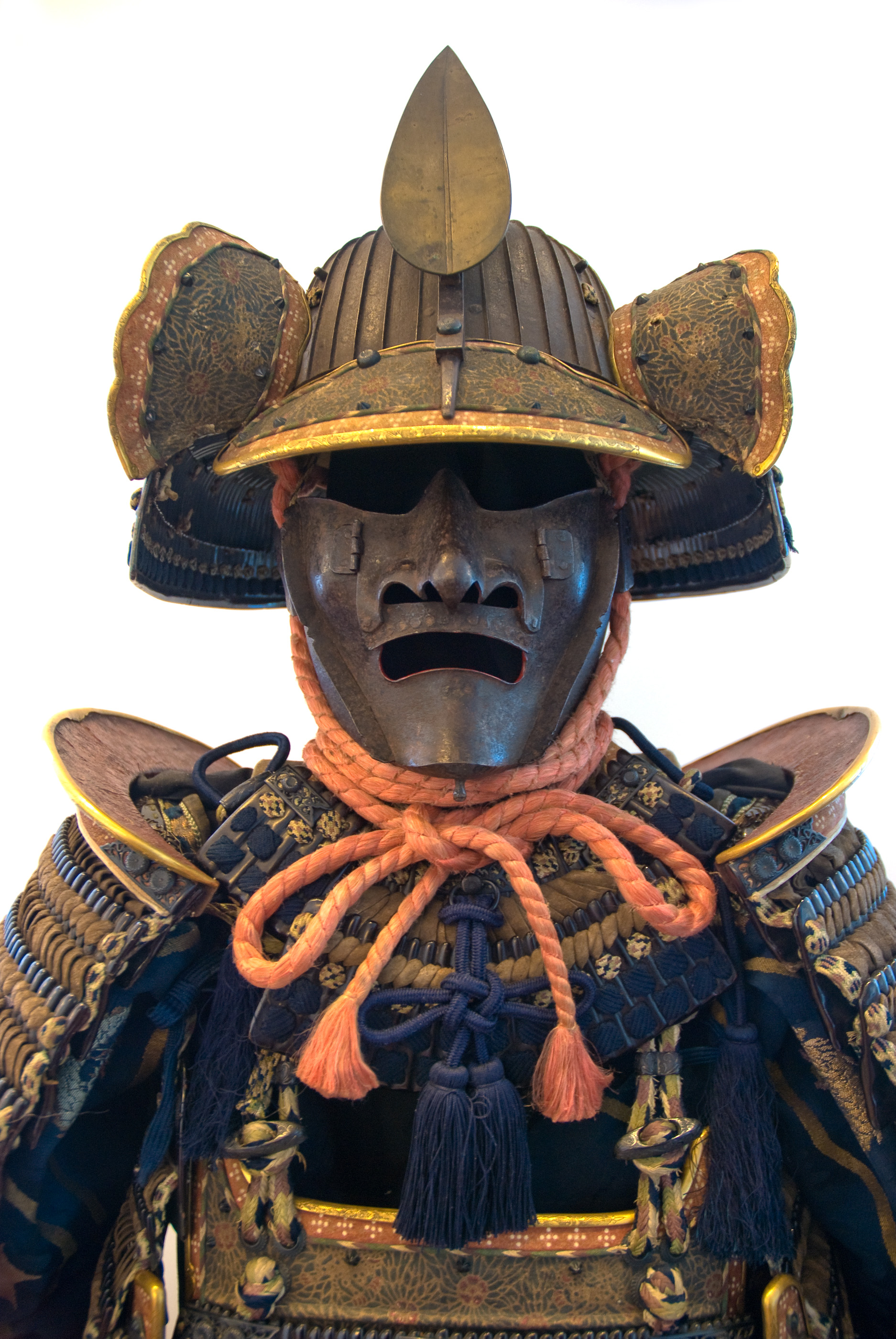
Po obou stranách mabizaši lze vidět fukigaješi. Šinobi-no-o připevňující mengu.
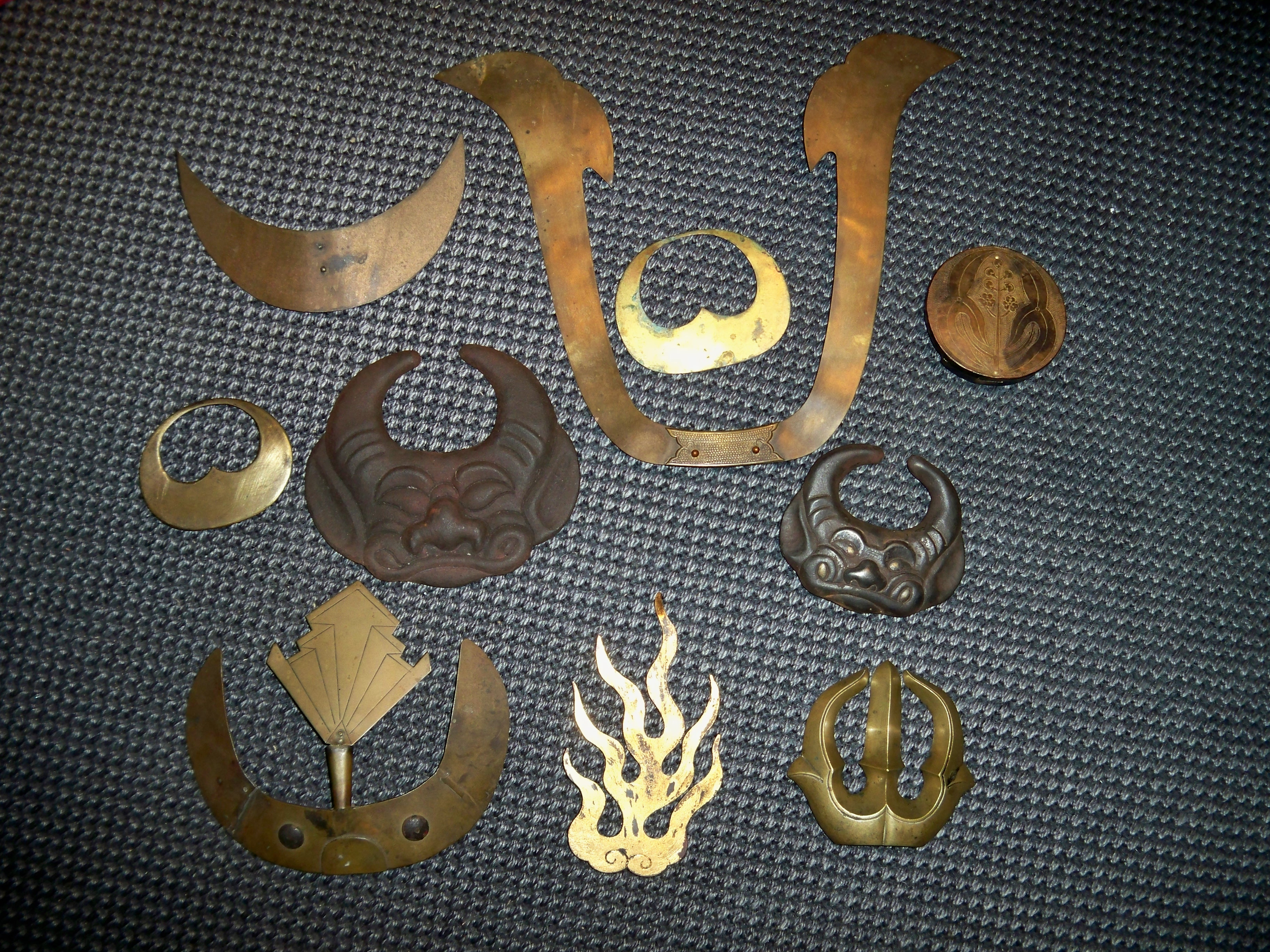
Různé druhy maedate
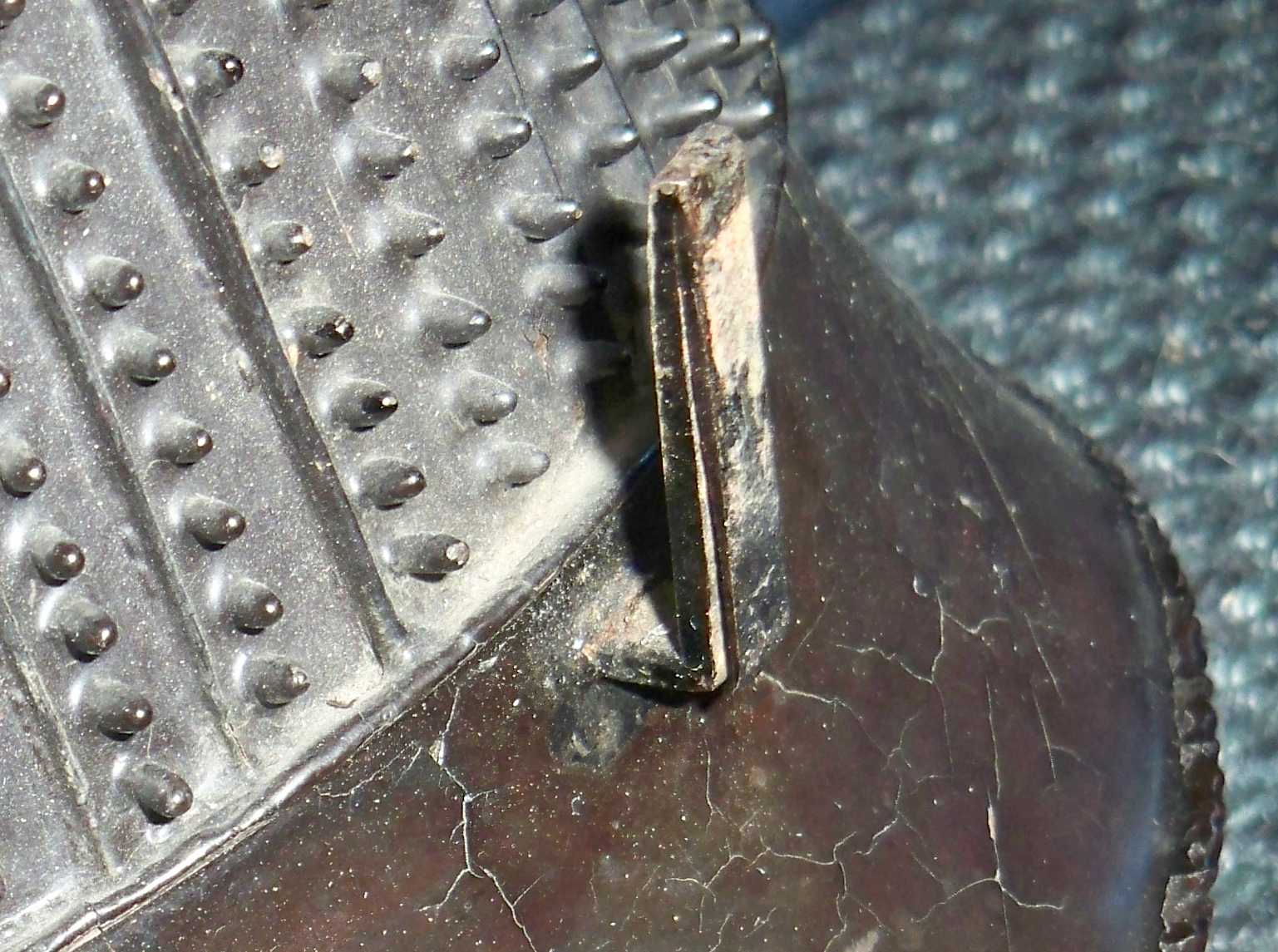
Maedate cunamoto (upevňovací bod přední klenot)
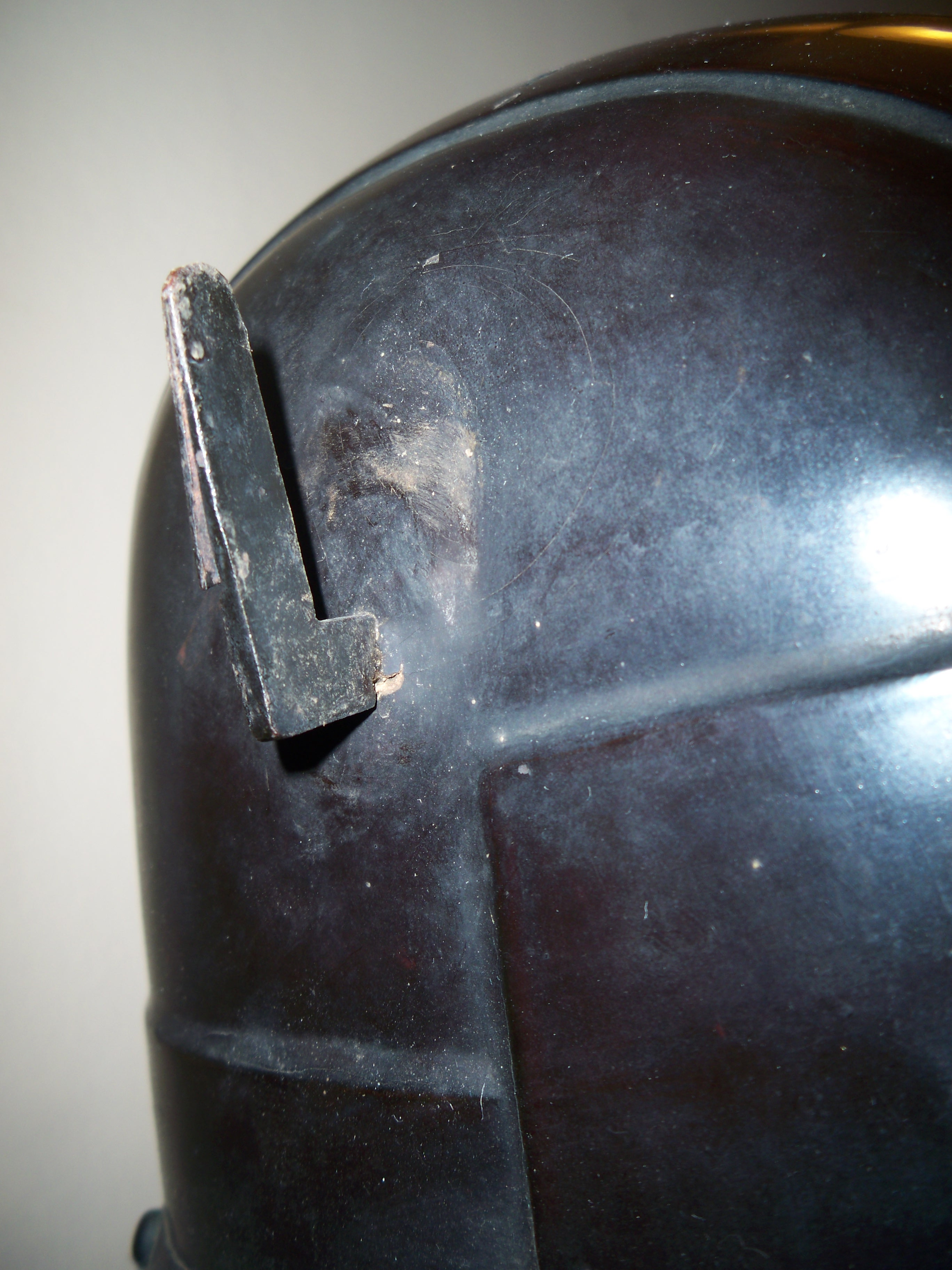
Wakidate cunamoto (upevňovací bod pro boční klenot)

## Typy kabuta
- Sudži bači kabuto
- Hoši-bači kabuto
- Hari bači kabuto
- Zunari kabuto
- Tatami kabuto
- Kadži kabuto
- Džingasa
- Kawari kabuto

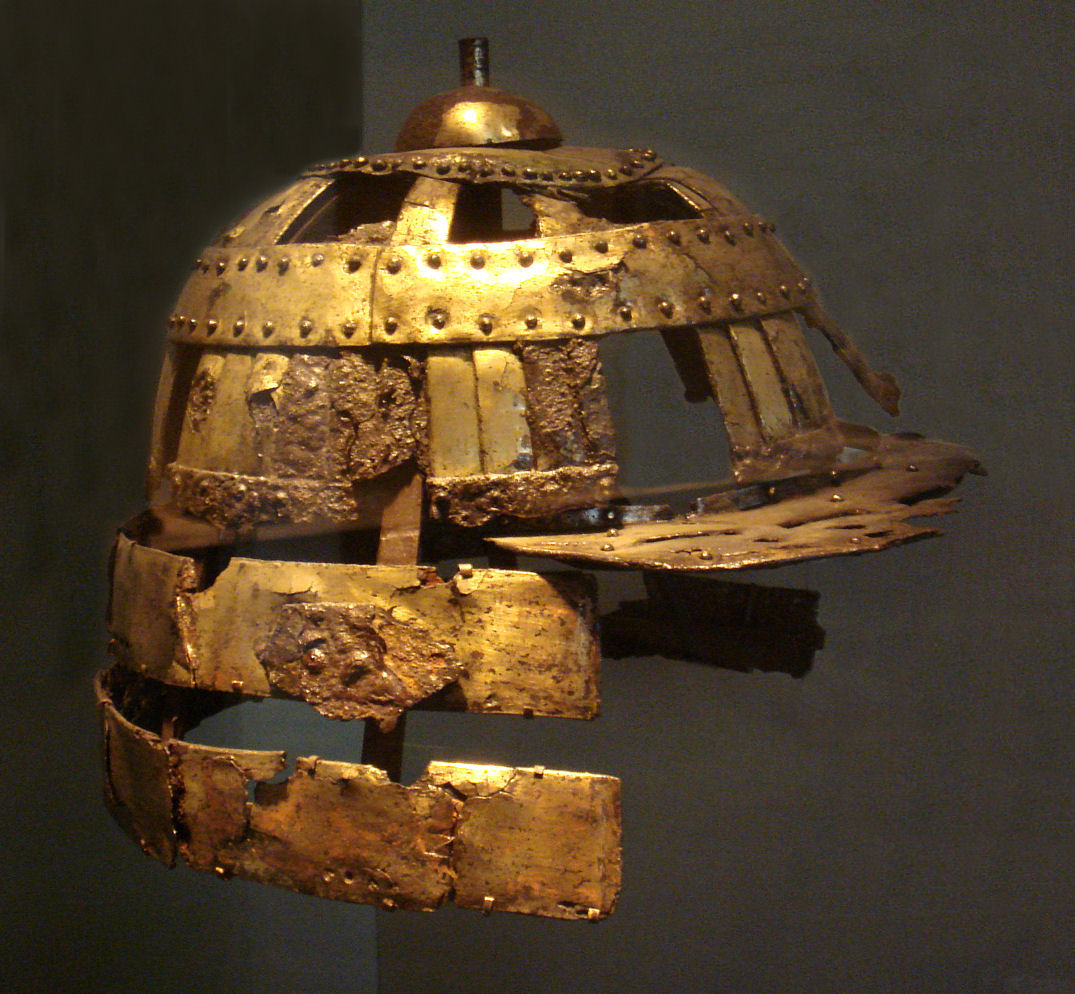
Jedno z prvbích kabuto z období Kofun (5. století), bylo vyrobeno ze železa a zlacené mědi, z Provincie Ise
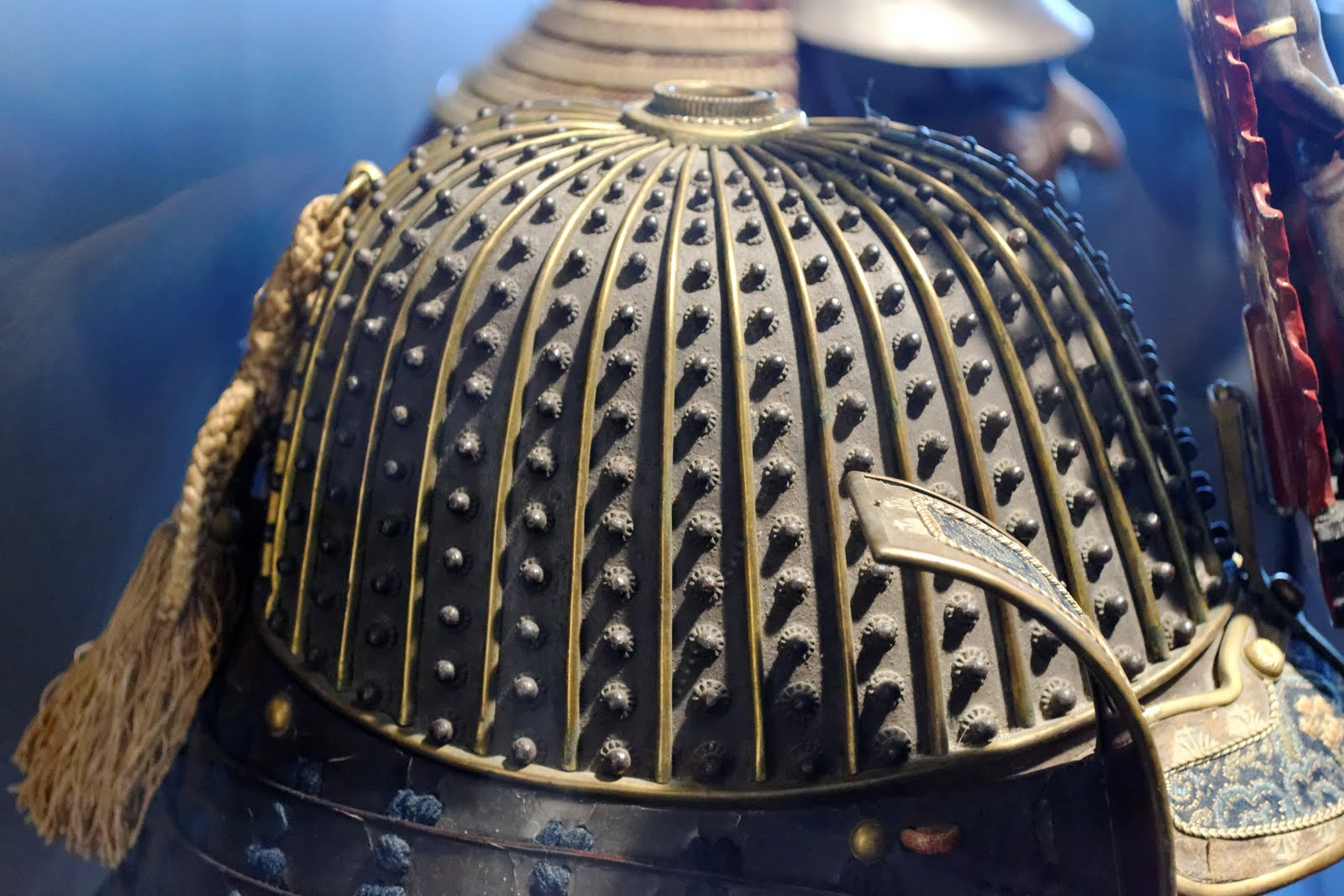
Sudži bači kabuto
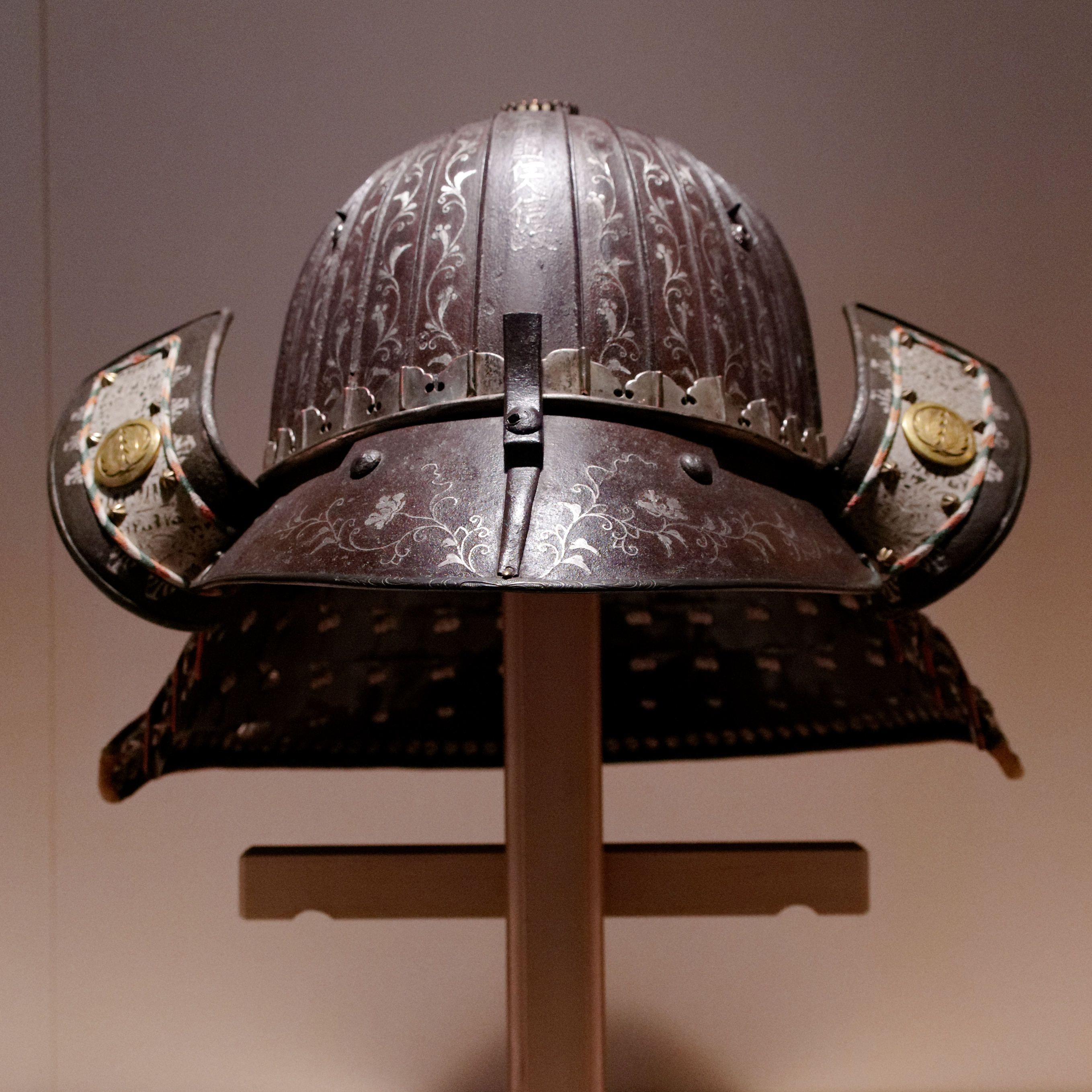
Sudži bači kabuto
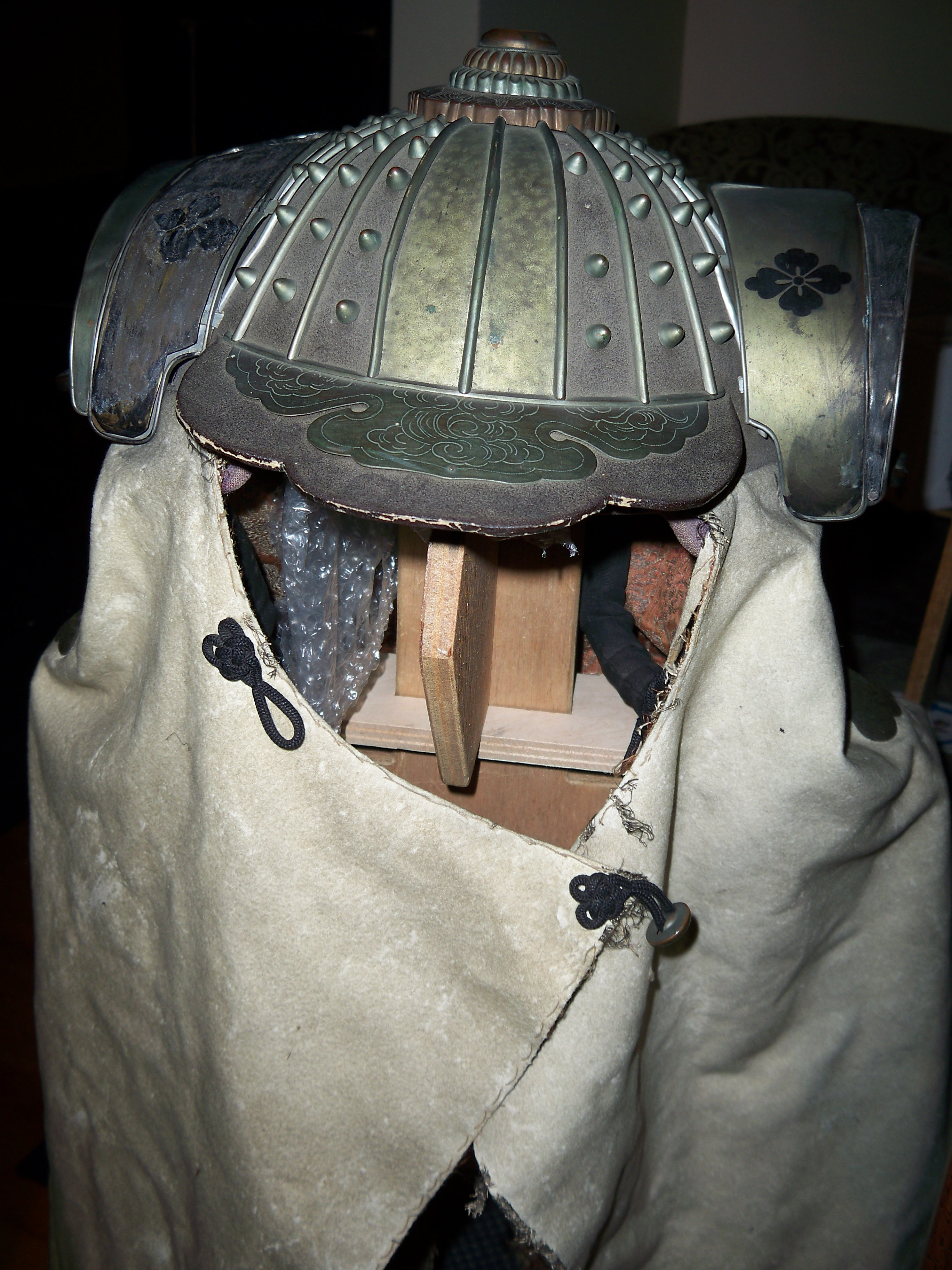
Kadži kabuto
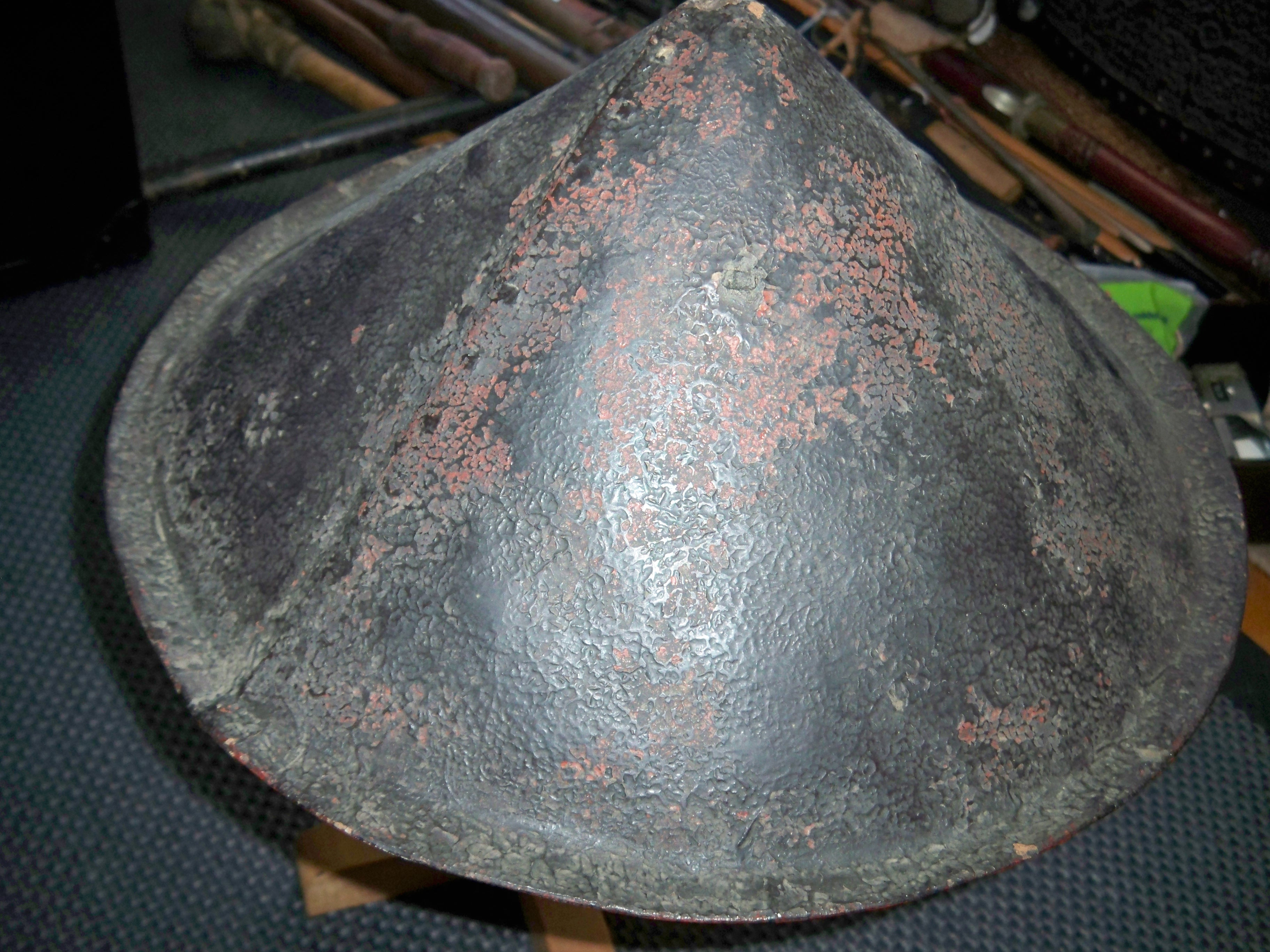
Typ džingasa, ašigaru vyrobený z tvrzené kůže (nerigawa)
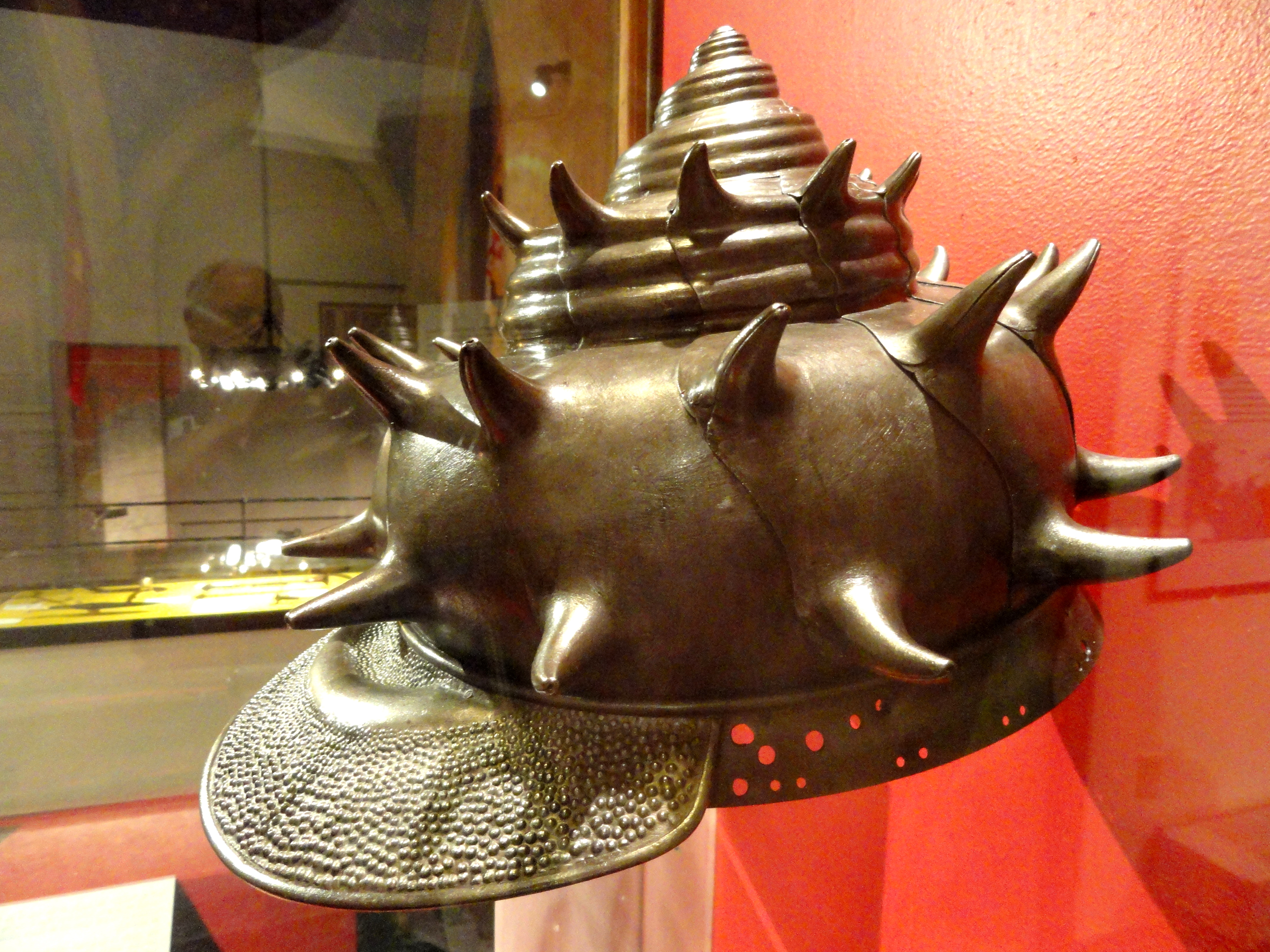
kawari kabuto
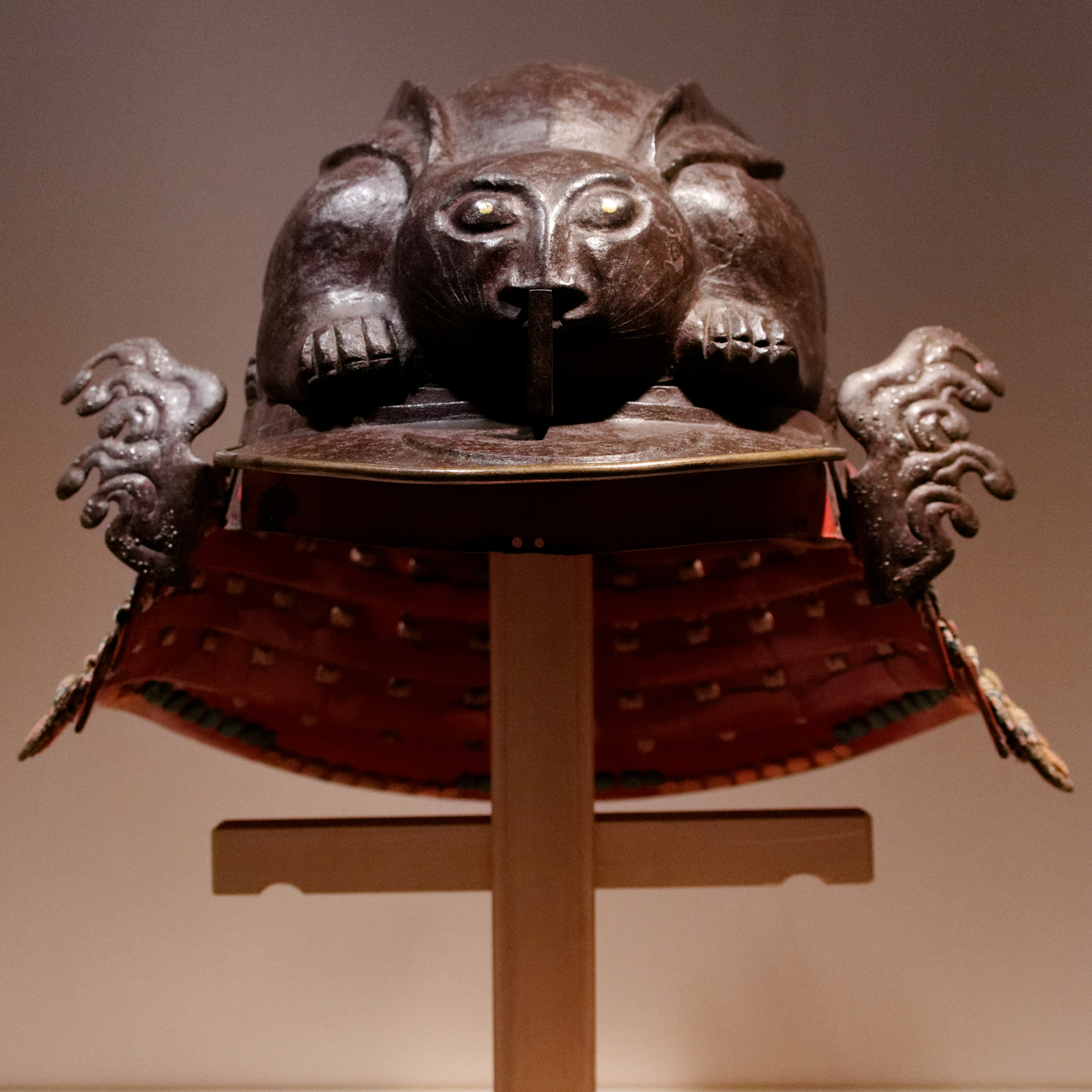
kawari kabuto

## Zajímavosti
- Kabuto spolu s německou přilbou Stahlhelm byly inspirací pro přilbu Darth Vadera ze Star Wars. [7]